# سارها (سرده)
سارها  (نام علمی: Sturnus) نام یک سرده از تیره ساران است.